# Кампо Либерато (Мокорито)
Кампо Либерато (шп. Campo Liberato) насеље је у Мексику у савезној држави Синалоа у општини Мокорито. Насеље се налази на надморској висини од 80 м.

## Становништво
Према подацима из 2005. године у насељу је живело 9 становника.

### Хронологија
| Година       | 2000           | 2005 |
| ------------ | -------------- | ---- |
| Становништво | 175 (158 / 17) | 9    |

### Попис
| # | Индикатор                        | Вредност |
| - | -------------------------------- | -------- |
| 1 | Укупно појединачних домаћинстава | 2        |